# Гірська тимелія
Гірська тиме́лія (Illadopsis) — рід горобцеподібних птахів родини Pellorneidae. Представники цього роду мешкають в Африці на південь від Сахари.

## Види
Виділяють дев'ять видів:
- Тимелія широкоброва (Illadopsis cleaveri)
- Тимелія сіроголова (Illadopsis albipectus)
- Тимелія рудокрила (Illadopsis rufescens)
- Тимелія білогорла (Illadopsis puveli)
- Тимелія сірощока (Illadopsis rufipennis)
- Illadopsis distans[5]
- Тимелія вохриста (Illadopsis fulvescens)
- Тимелія гірська (Illadopsis pyrrhoptera)
- Баблер дроздовий (Illadopsis turdina)

## Етимологія
Наукова назва роду Illadopsis походить від сполучення слів дав.-гр. ιλλας — дрізд і οψις — вигляд.